# John Sheppard (Komponist)
John Sheppard (* um 1515; † Dezember 1558) war ein englischer Komponist und Organist.

## Leben
Aus Sheppards Leben sind nur wenige Daten gesichert:
Am Michaelistag 1543, dem 29. September, erfolgte seine Ernennung zum „Informator Choristarum“ am Magdalen College in Oxford. Etwa 1552 wurde er zum „Gentleman of the Chapel Royal“ ernannt. Im Jahre 1554 stellte er einen Antrag auf die Verleihung des akademischen Titels „Direktor der Musik“ an die Universität Oxford. Daraus ist zu entnehmen, dass er sich zum Zeitpunkt der Antragstellung bereits seit 20 Jahren dem Musikstudium gewidmet hatte. Entsprechend lässt sich sein Geburtsjahr auf etwa 1515 bestimmen. 
Sheppards Werke fehlen in der Manuskriptsammlung von Peterhouse, Cambridge, die etwa zwischen 1540 und 1547 kopiert wurde. Daraus folgt, dass Sheppard einige Jahre jünger war als John Taverner und Christopher Tye. Sein Name taucht in der Anwesenheitsliste zur Krönung von Königin Elisabeth I. im Januar 1559 auf, tatsächlich wurde er jedoch bereits am 21. Dezember 1558 in St Margaret’s Church in Westminster beigesetzt.

## Werke
Sheppards Schaffensperiode fiel in die stürmischen Jahre der anglikanischen Reformation. Er erlebte somit den Höhepunkt der katholischen Mehrstimmigkeit und deren darauffolgenden Untergang in England. Bis auf wenige Werke für die anglikanische Kirche besteht sein musikalischer Nachlass daher ausschließlich aus geistlicher Musik für die römisch-katholische Kirche sowie der lateinischen Liturgie von Salisbury. Seine Musik ist stark kontrapunktisch.
Seine Werke umfassen unter anderem:
- Fünf Messen, darunter die The Western Wynde Mass und die Cantate Mass. The Western Wynde Mass basiert – wie auch die vergleichbaren Vertonungen von Taverner und Tye – auf dem gleichnamigen Lied The Western Wynde
- Zwei Vertonungen des Magnificat
- Media vita, sechsstimmiger Satz für die Fastenzeit
- Responsorien und Hymnen; die Texte hierfür entstammen den Offizien der wichtigsten Feste des liturgischen Jahres

## CD
- 2009: John Sheppard, Media Vita und andere liturgische Werke, stile antico, harmonia mundi, HMU 807509.
- 2017: John Sheppard, Media Vita, Martin Baker mit dem Westminster Cathedral Choir, Hyperion 2017.